# Мендатіка
Мендатіка (італ. Mendatica, ліг. Mendaiga) — муніципалітет в Італії, у регіоні Лігурія,  провінція Імперія.
Мендатіка розташована на відстані близько 460 км на північний захід від Рима, 100 км на захід від Генуї, 29 км на північний захід від Імперії.
Населення — 200 осіб (2014).

## Демографія
Населення за роками:

Станом на 1 січня 2023 року в муніципалітеті офіційно проживало 12 іноземців з 6 країн, серед них 9 громадян країн Євросоюзу.

## Сусідні муніципалітети
- Брига-Альта
- Козіо-ді-Аррошія
- Монтегроссо-П'ян-Латте
- Тріора